# Židovská čtvrť (Ivančice)
Židovská čtvrť v Ivančicích je bývalé židovské sídliště na severním okraji historického jádra města Ivančice v okrese Brno-venkov. Je tvořena ulicemi Josefa Vávry, Ve Fortně a Jana Schwarze, nejsevernější částí Komenského náměstí a západní stranou Žerotínova náměstí. Od roku 1850 zde fungovala samostatná a samosprávná židovská politická obec, která byla v roce 1919 sloučena s Ivančicemi.

## Historie
První zmínka o Židech v okolí Ivančic pochází z 10. století. Židovská čtvrť v Ivančicích se stala trvalou součástí města obehnaného hradbami ve vrcholném středověku. Nacházela se na severu tehdejšího města a její centrum tvořil Židovský rynek se synagogou (dnešní ulice Jana Vávry) zakončený Židovskou bránou, zrušenou v roce 1690. Z rynku vycházela ulice východním směrem a krátká ulička na sever. V první polovině 17. století se součástí ghetta stala také západní část dnešního Žerotínova náměstí. V roce 1835 žilo v Ivančicích 877 Židů, kteří tvořili asi čtvrtinu všech obyvatel města. Poté počet židovských obyvatel klesal, roku 1900 jich bylo jen 281.
V roce 1850 vznikla politická obec Ivančice Židovské Město, která vykonávala samosprávu v ivančické židovské čtvrti. Od 70. let 19. století byla dočasně součástí Ivančic, osamostatnila se opět v 80. letech 19. století, tentokrát pod názvem Ivančice Židovská Obec. V roce 1919 byla definitivně sloučena s Ivančicemi.
Z původních 73 domů se jich dochovalo 52.

## Obyvatelstvo
| Rok            | 1869 | 1880 | 1890 | 1900 | 1910 | 1921 | 1930 | 1950 | 1961 | 1970 | 1980 | 1991 | 2001 | 2011 | 2021 |
| -------------- | ---- | ---- | ---- | ---- | ---- | ---- | ---- | ---- | ---- | ---- | ---- | ---- | ---- | ---- | ---- |
| Počet obyvatel | 619  | 531  | 587  | 583  | 596  | —    | 513  | —    | —    | —    | —    | —    | —    | —    | —    |
| Počet domů     | 73   | 73   | 79   | 90   | 90   | 63   | 70   | —    | —    | —    | —    | —    | —    | —    | —    |

Vývoj počtu obyvatel

## Stavby

### Synagoga
První zpráva o synagoze v Ivančicích je z roku 1417. Současná stavba pochází z poloviny 19. století, kdy byla v letech 1850–1853 vybudována nová, pozdně empírová modlitebna na místě staré. Využívána byla do roku 1941. Po druhé světové válce v ní po desetiletí bylo skladiště, od roku 2008 je postupně rekonstruována.

### Židovský hřbitov

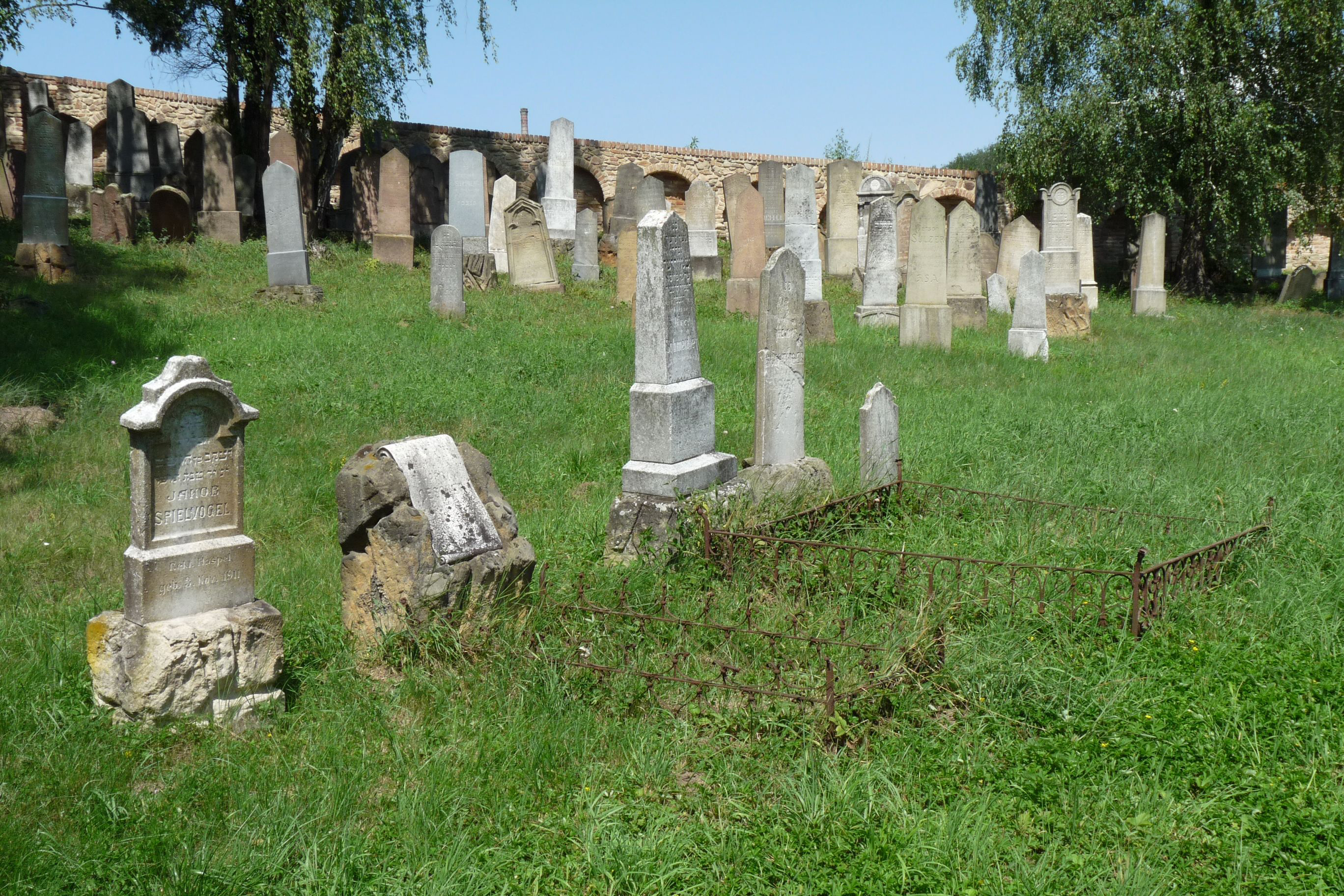
Židovský hřbitov v Ivančicích

Židovský hřbitov se nachází severně od města. Nejstarší náhrobek je z roku 1552, nachází se zde také obřadní síň z počátku 20. století. Původní hřbitov se možná rozkládal na protějším svahu nad Mřenkovým potokem.